# Carl von Siemens
Carl Heinrich von Siemens (mais conhecido como Carl von Siemens, também escrito Karl; Menzendorf, 3 de março de 1829 — Menton, 21 de março de 1906) foi um industrial alemão, irmão de Werner von Siemens.

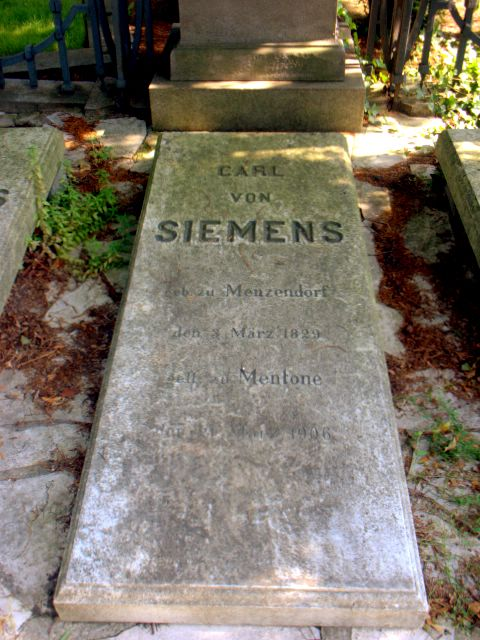
Sepultura de Carl von Siemens no Cemitério III das comunidades da Igreja de Jerusalém e Nova Comunidade da Igreja